# 2018年國家聯盟中區封王決勝加賽
2018年國家聯盟中區封王決勝加賽美國職棒大聯盟2018年賽季的一場決勝加賽，目的是從密爾瓦基釀酒人隊和芝加哥小熊隊中決定誰在國家聯盟中區封王。這場比賽舉行於2018年10月1日伊利諾州芝加哥的瑞格利球場。
釀酒人隊最終以3比1取勝，並以第一種子序位晉級國聯季後賽。小熊隊則是在10月2日的外卡晉級賽中，以主場身分迎戰國聯西區第二的科羅拉多落磯隊。最終落磯隊擊敗小熊隊晉級2018年國家聯盟分區賽來面對釀酒人隊。
這場決勝加賽將被視為兩隊正規賽季的第163場比賽，比賽中的各項數據與內容也會算入正規賽季的統計當中。

## 背景
芝加哥小熊隊在2018年美國職棒大聯盟球季以前已連續兩年在國家聯盟中區封王。而密爾瓦基釀酒人隊則是自2011年以來首度晉級美國職棒大聯盟季後賽，當時他們也曾在中區封王過。
小熊隊和釀酒人隊在2018年正規賽季結束時以.586的勝率並列分區第一。而釀酒人隊曾在季末拉出一波八連勝。由於洛杉磯道奇隊和科羅拉多落磯隊也並列國家聯盟西區第一，因此他們也打了一場決勝加賽，這意味著大聯盟將進行史上第一次的單年兩場決勝加賽。由於釀酒人隊和小熊隊在國聯也是並列第一，因此不論他們哪隊落敗，都還是能打隔天的外卡晉級賽。

## 比賽概要
| 密爾瓦基釀酒人隊 | 0 | 0 | 1 | 0 | 0 | 0 | 0 | 2 | 0 | 3 | 12 | 0 |
| 芝加哥小熊隊 | 0 | 0 | 0 | 0 | 1 | 0 | 0 | 0 | 0 | 1 | 3  | 0 |
| 勝投： 科瑞·克內貝爾（4勝3敗） 敗投： 賈斯汀·威爾森（4勝5敗） 救援成功： 賈許·海德（12救援成功） 全壘打： 釀酒人隊：無 小熊隊：安東尼·瑞佐 25（5局下），1分 觀眾人數： 38,450人 比賽總記錄 |   |   |   |   |   |   |   |   |   |   |    |   |

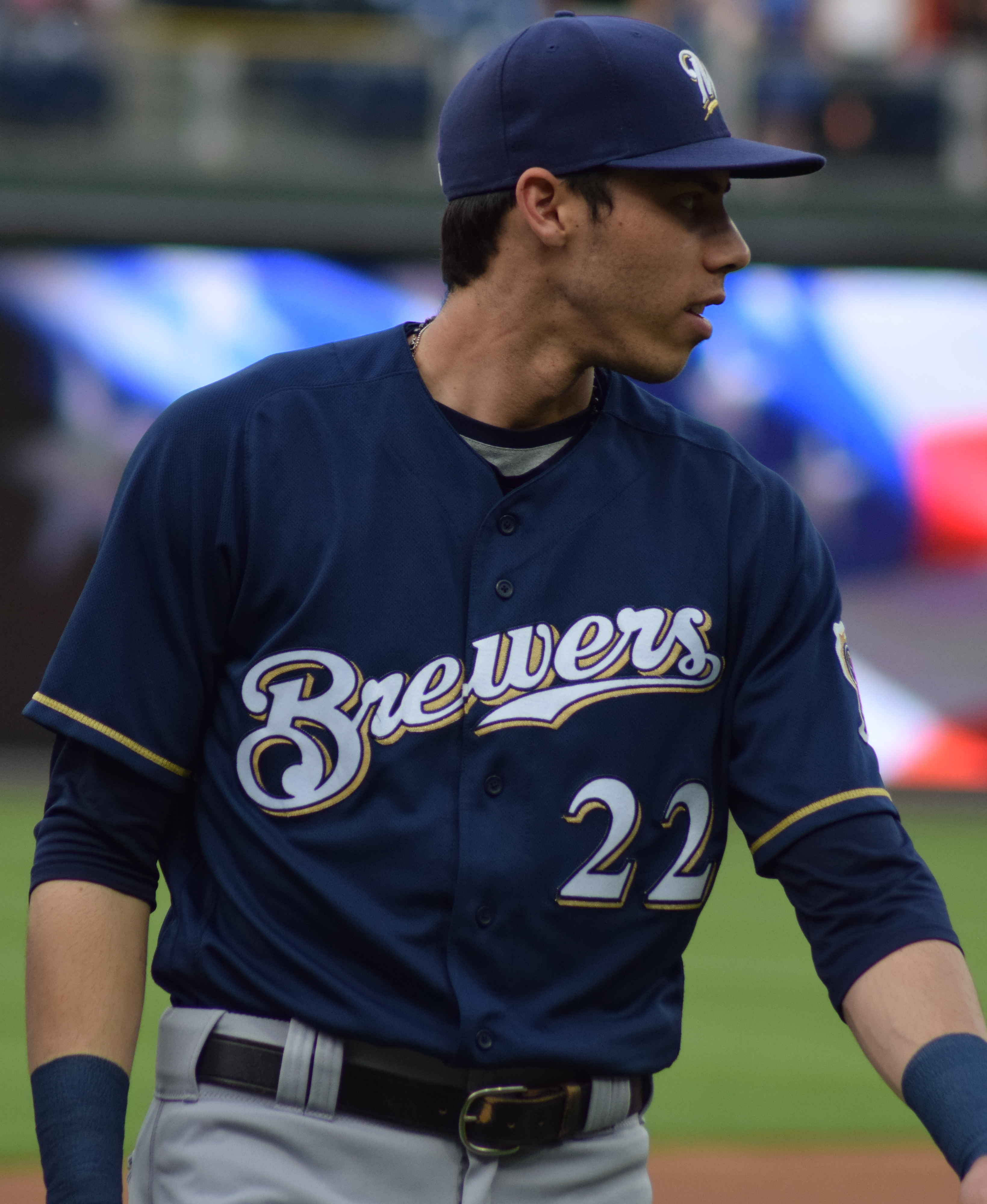
克里斯蒂安·葉力奇在這場比賽中打回兩隊第一分打點

小熊隊因為在正規賽季對戰釀酒人隊的成績較佳，因此他們取得這場比賽的主場優勢。小熊隊的先發投手派出荷西·昆塔納，釀酒人隊則推出朱利斯·查欣先發。這場比賽的電視轉播是由ESPN負責，播報員包括卡爾·拉維奇、愛德華多·佩雷斯、提姆·科爾真安和巴斯特·奧爾尼。此外，廣播轉播也由ESPN廣播負責，播報員有傑森·貝內蒂和克里斯·辛格萊頓。
克里斯蒂安·葉力奇在三局上半打出一支一分打點一壘安打，釀酒人隊先馳得點。小熊隊則在五局下半反攻，靠著安東尼·瑞佐的陽春全壘打追平比數。雙方平手來到八局上半，釀酒人隊的洛倫佐·肯恩和萊恩·布勞恩接連擊出帶有一分打點一壘安打，釀酒人隊取得3比1領先。最後釀酒人隊靠著賈許·海德在九局下半守成，拿下勝利。奧蘭多·阿西亞首度單場四安，還成功跑回兩分。

## 後續
釀酒人隊取勝後，成功在國聯及西區登頂，隨後在國聯分區賽中以3比0橫掃科羅拉多落磯隊，晉級2018年國家聯盟冠軍賽。但他們在國聯冠軍賽上與洛杉磯道奇隊力戰七場後敗陣。
小熊隊這場輸球後，以外卡第一之姿結束賽季。隔天的外卡晉級賽中，他們以主場身分迎戰國聯西區第二的科羅拉多落磯隊，但在延長賽鏖戰13局後敗北。